# Бондарне (Старобільський район)
Бонда́рне — село в Україні, у Марківській селищній громаді Старобільського району Луганської області. Населення становить 196 осіб.